# Colonia las Palmas, Guanajuato
Colonia las Palmas är en ort i Mexiko.   Den ligger i kommunen Celaya och delstaten Guanajuato, i den centrala delen av landet, 210 km nordväst om huvudstaden Mexico City. Colonia las Palmas ligger 1 757 meter över havet och antalet invånare är 113.
Terrängen runt Colonia las Palmas är platt åt nordost, men åt sydväst är den kuperad. Runt Colonia las Palmas är det tätbefolkat, med 849 invånare per kvadratkilometer. Närmaste större samhälle är Celaya, 6,6 km norr om Colonia las Palmas. Trakten runt Colonia las Palmas består till största delen av jordbruksmark.